# Национальная специализированная больница Мулаго
Национальная специализированная больница Мулаго (англ. Mulago National Specialised Hospital) — крупнейшая государственная больница в Уганде, часть медицинского комплекса Университета Макерере.

## Расположение
Учреждение расположено на холме Мулаго в северной части города Кампала, к западу от Медицинского колледжа Университета Макерере в пяти километрах к северо-востоку от центрального делового района Кампалы.

## Обзор
Национальная специализированная больница Мулаго — крупнейшая государственная больница в Уганде. Вместе с прилегающими  учреждениями-филиалами учреждение составляет Больничный комплекс Мулаго — учебный центр Медицинского колледжа Университета Макерере. Больничный комплекс Мулаго — это термин, используемый для обозначения больниц на холме Мулаго и прилегающих и аффилированных медицинских учреждений, которые служат учебным заведением для Колледжа медицинских наук Университета Макерере. По состоянию на апрель 2020 года в комплексе находилось около 1800 больничных коек. Больница предлагает услуги по большинству медицинских и хирургических специальностей, а также по стоматологии, неотложной медицине, педиатрии и интенсивной терапии. 

## История
Старая больница Мулаго была основана в 1913 году Альбертом Раскином Куком. Строительство новой больницы было завершено в 1962 году. Официальная вместимость больницы составляет 1790 коек, хотя зачастую в ней размещается более 3000 пациентов. В 2012 году годовой бюджет больницы составил 33,2 миллиардов угандийских шиллингов. Первая женщина-нейрохирург Уганды, Джульет Секабунга Налванга, была её сотрудником. Во время кризиса с захватом заложников в Энтеббе в 1976 году одна из заложниц, Дора Блох, заболела и была доставлена из аэропорта Энтеббе в больницу Мулаго. После спасения заложников из терминала аэропорта во время операции «Энтеббе» 4 июля 1976 года ее вытащили из больничной койки и убили по приказу Иди Амина.

## Реновации
В октябре 2014 года в больнице начались масштабные работы по реконструкции и восстановлению, целью которых было улучшение структурных и эксплуатационных характеристик.
Бюджет работ составил 29 миллионов долларов США, а оборудования — 20 миллионов долларов США, финансирование осуществлялось за счет кредита Африканского банка развития. Правительству Уганды пришлось выделить 9,5 млн долларов США на софинансирование, в результате чего общая стоимость проекта составила 54,5 млн долларов США. В рамках запланированных изменений отделение интенсивной терапии было расширено с 7 до 41 койки, из которых 27 — взрослые и 14 — детские. Количество мест в морге было увеличено с 16 до 160, а количество операционных — с 7 до 22. Другие изменения включают сокращение общего количества коек с 1500 до 1000. Из них 900 коек — это койки общего стационара, 6 — платиновые койки для состоятельных лиц, 45 — золотые палаты и 49 — палаты VVIP.
В мае 2019 года Кабинет министров Уганды санкционировал выделение 35,5 млрд угандийских шиллингов (9,5 млн долларов США) на завершение реконструкции больницы.